# Opava, Veľký Krtíš
Opava este o comună slovacă, aflată în districtul Veľký Krtíš din regiunea Banská Bystrica. Localitatea se află la altitudinea de 400 m deasupra n.m., se întinde pe o suprafață de 11,76 km2 și în 2017 număra 121 de locuitori.

## Istoric
Localitatea Opava este atestată documentar din 1342.

## Demografie
| An:                | 1994 | 2004 | 2014 | 2024    |
| ------------------ | ---- | ---- | ---- | ------- |
| Număr de persoane: | 125  | 120  | 126  | 110     |
| Diferență:         |      | −4%  | +5%  | −12,69% |

| An:                | 2023 | 2024   |
| ------------------ | ---- | ------ |
| Număr de persoane: | 111  | 110    |
| Diferență:         |      | −0,90% |